# 289 v.Chr.
Het jaar 289 v.Chr. is een jaartal volgens de christelijke jaartelling.

## Gebeurtenissen

### Italië
- Manius Curius Dentatus laat het Velinusmeer droog leggen, de Mamertijnen veroveren op Sicilië de Griekse stad Messina.
- Agathocles overlijdt na het herstel van de democratie, in zijn testament wenst hij geen opvolging van zijn eigen Syracusaanse dynastie.

### Europa
- Koning Marganus II (289 - 284 v.Chr.) een zoon van Archgallo, bestijgt de troon van Brittannië.

### Griekenland
- Pyrrhus van Epirus verslaat in Aetolië het Macedonische leger onder Pantauchus, later wordt hij verdreven door Demetrius Poliorcetes en keert terug naar Epirus.

## Overleden
- Agathocles (~361 v.Chr. - ~289 v.Chr.), koning en tiran van Syracuse (72)
- Mencius (~372 v.Chr. - ~289 v.Chr.), Chinese filosoof (83)